# ヒノマルドリーム
『ヒノマル♪ドリーム』は、2012年の第4回沖縄国際映画祭Peace部門に出展された映画。同映画祭会場のみでの限定的上映だったが、翌2013年3月9日から同映画祭出展4作品（営業1∞万回、タバコイ、初夜と蓮根、あぁ…閣議）とともに、限定的ではあるものの全国公開された。サブタイトルとして「Dream in the Rising Sun」が付く。

## 内容
アメリカのオレゴン州から歌手になる夢を叶えるために日本へやってきた主人公の青年ニコラス。ところが到着したのは、タレントが一人もいない弱小事務所・土井ズファクトリー。目的の事務所と名前がそっくりなので間違えたのだった。しかも社長から出されたデビューの条件は「女性モデルとして活動すること。歌手になるのはその後」。ためらう間もなくニコラスは契約書に拇印を押させられ、エステで女装させられる。
「歌手になれるなら」と、とりあえず女性モデル「ニコール」として活動することに決めたニコラス。専属のチーフマネージャー進藤明音とサブマネージャー田部にも女装していることや、歌手志望の夢は知らされない。元々の顔立ちやスタイルの良さで、たちまち人気モデルとして成功していくニコールは、明音が寝付いた後のメイクの手入れを毎晩欠かさず行う涙ぐましさも見せる。そんなある日、入浴中何気なく唄っていると、明音がその歌声を聞きつけ駆け寄ってくる。歌が上手いと明音マネージャーに認められたことをきっかけに「日本に来たのは歌手になるため」と告白する。その言葉に感銘を受けた明音は、「モデルだけやっとけばいい」という土井社長の命令を無視して歌手の仕事を優先する。
優勝者だけがメジャーデビューさせてもらえるコンテスト番組『カラオケ選手権』のオーディションにも受かり、喜ぶニコールたち。そのオーディションには、かつて明音とコンビで唄っていた女性・遠藤亜梨沙もいた。明音を「芸能界にしがみついてるコアラ」と揶揄する亜梨沙は、ニコールの不審な行動やバッグの中身から女装した男性だと気づいてしまう。亜梨沙から「そんなにしてまで勝ちたいのか」と言われ、明音や田部に女装の事実を隠し、心の葛藤に悩むニコール。生中継もされる選手権決勝で自分の歌う番になったニコールは、唄わず黙り込んだあと、「実は男なんです」と突然告白し、ロングヘアのかつらを取り、胸パッドを外し、ハイヒールを脱いで、その場から逃げるように消える。司会のアナウンサーや田部らが唖然とする中、明音だけが何かを気取ったように考え込む。
以心伝心したかのように、公園で落ち合う明音と青年に戻った元ニコール。明音から「まだあんたが誰なのか知らない。自己紹介してあんたの歌聴かせて」と促され、ニコラス・エドワーズだと告白し歌い始める。やがてその歌声は、コンサート会場での歌声へと変わっていく。

## キャスト
- ニコール：ニコラス・エドワーズ
- 進藤明音（チーフマネージャー）：福田沙紀
- 田部太郎（サブマネージャー）：矢部太郎（カラテカ）
- 土井浩史（土井ズファクトリー社長）：千原ジュニア（千原兄弟）
- エステシシャン：IKKO
- 遠藤亜梨沙：垣内彩未
- カラオケ大会司会：桝太一（日本テレビアナウンサー）
- ストリートミュージシャン：秋風センチメンタル
- ニコラスの両親：リンディー・ミックギー、ジョン・エドワーズ

## ロケ地
- 駒形橋（東京都台東区）
- 浅草寺（同上）
- 伝法院通り（同上）
- 竹芝ふ頭公園（東京都港区）
- SPIRITUAL MODE　東京ショールーム
- T&Gテイクアンドギブニーズ
- 薄利多賽半兵ヱ（東京都渋谷区）
- 日本テレビ旧社屋（東京都千代田区）
- JOYSOUND京橋（東京都中央区）

## 劇中使用曲
- 栄光の架橋
- 夏色
- ハナミズキ
- fairyland
- ここにしか咲かない花
- 私がおばさんになっても
- シングルベッド
- NO MORE CRY
- フレンズ
- 瞳がほほえむから
- 夢ならば

## DVD
- 2013年（平成25年）10月に一般販売及びレンタル貸し出しが開始され、特にアマゾンからはニコラス・エドワーズのプリントサイン入りポストカードが付録された限定版も販売されていた。

## その他
- 2013年の全国公開の時はシネマート六本木のスクリーン4で初日舞台挨拶があり、主演のニコラス・エドワーズ、福田沙紀、矢部太郎、五歩一勇治監督らが撮影裏話をした。
- 全国公開された5作品の鑑賞後の半券を送付して、出演者のサイン入りチェキが抽選でもらえる「5作品割り」という企画があった。
- 全国公開された後もドリパスのランキング上位になり、上映会が行われた。